# アレクサンドル・ジルキン
アレクサンドル・アレクサンドロヴィチ・ジルキン（ロシア語: Александр Александрович Жилкин, ラテン文字転写: Aleksandr Aleksandrovich Zhilkin, 1959年8月26日 - ）は、ロシアの政治家。2004年12月からアストラハン州知事を約14年間務めた。アストラハン州ヴォロダルスキー地区ツェヴェトノエ村出身。
1981年アストラハン教育大学物理学・数学学部を卒業する。大学卒業後、教職に就き、カスピ第8学校校長まで勤めた。1986年からコムソモール専従となり、1988年アストラハン地区コムソモール委員会第一書記。1990年ロシア最高会議代議員に選出される。院内では会派「改革（新政策）」に参加し、最高会議青年問題委員会と憲法委員会に所属した。1991年8月のソ連8月クーデターではエリツィン側に立って、ロシア最高会議ビルに立てこもった。クーデター失敗後、「自由ロシア擁護」メダルを受けている。
1991年アストラハン州行政府第一副代表に任命される。2004年8月17日、当時のアストラハン州知事だったアナトリー・グジヴィンの死にともない知事に就任する。2004年12月5日、州知事選挙の第1回投票で65.34パーセントの票を獲得して当選した。
2007年ロシア下院選挙には、統一ロシアの地域比例代表リストの筆頭に掲載された。
1996年ロシア連邦大統領付属公共政策アカデミーを修了し、経済学博士候補、生物学博士号を取得。アストラハン工科大学名誉教授号を授与された。この他、上述の自由ロシア擁護メダルのほか、友好勲章、名誉勲章、ロシア正教会ラドネジの聖セルギイ1等章を授与されている。私生活ではヴェーラ・ヴィクトロヴナ夫人との間にナターリアとイリーナの二女を儲けている。ヴェーラ夫人は「前へのステップ」基金創設者。名称は非公開だが商業銀行の株式を保有している。長女のナターリア・アレクサンドロヴナ・ジルキナは、住宅管理運営会社「ベレグ」社の創設者。2018年9月26日に知事退任。